# Rafael Osuna
Rafael Herrera Osuna (ur. 15 września 1938 w Meksyku, zm. 4 czerwca 1969 w Salinas Victoria) – meksykański tenisista.

## Kariera tenisowa
Jest uznawany za najwybitniejszego zawodnika w historii tenisa meksykańskiego. Zdobył jeden tytuł wielkoszlemowy w grze pojedynczej, wygrywał również w deblu. W 1963 roku zwyciężył w mistrzostwach USA (późniejszy turniej US Open), pokonując w finale Franka Froehlinga III 7:5, 6:2, 6:4; grze Froehlinga.
W latach 1961–1963 wystąpił w trzech kolejnych finałach gry podwójnej mistrzostw USA. Jego partnerem był Antonio Palafox, również Meksykanin. We wszystkich tych finałach para Osuna–Palafox zmierzyła się z Amerykanami Ralstonem i McKinleyem. W 1961 roku zwyciężyła para amerykańska, rok później meksykańska; w 1963 ponownie wygrali Ralston i McKinley, mimo że Meksykanie mieli w piątym secie finału piłkę meczową.
Z jego nazwiskiem są związane jedyne zwycięstwa Meksyku w turnieju wimbledońskim w grze podwójnej. W 1960 roku, z Ralstonem w parze, pokonali w finale Mike'a Daviesa i Bobby'ego Wilsona 7:5, 6:3, 10:8. Osuna miał wtedy 21 lat, Ralston 17; byli nierozstawieni w turnieju i stanowili jedną z najmłodszych triumfujących par w historii Wimbledonu. W 1963 roku para Osuna–Palafox pokonała w finale Pierre'a Darmona i Jeana-Claude Barclaya.
Osuna wygrywał także inne turnieje i przez kilka lat był notowany w ścisłej czołówce światowej. W ocenie specjalistów był najlepszym graczem sezonu 1963.
Obok występów indywidualnych, startował w Pucharze Davisa. Debiutował w maju 1958 roku i występował do końca życia, osiągając bilans 42 wygranych meczów i 23 porażek. W 1962 roku był uczestnikiem awansu Meksyku do finału Pucharu Davisa; w ostatecznej rozgrywce Meksykanie ulegli Australijczykom w grudniu w Brisbane. Osuna przegrał zarówno obie gry pojedyncze (z Rodem Laverem i Neale'em Fraserem), jak i debla w parze z Palafoxem (przeciw Laverowi i Royowi Emersonowi); finał zakończył się wynikiem 5:0 dla Australii.
Również z reprezentacją Australii Rafael Osuna rozegrał swój ostatni mecz w Pucharze Davisa. W maju 1969 roku w mieście Meksyk nastąpił udany rewanż za porażkę w finale kilka lat wcześniej. Osuna tym razem wygrał wszystkie swoje mecze, pokonując w singlu Raya Ruffelsa i Billa Bowreya oraz w deblu – w parze z Vicentem Zarazuą – Johna Alexandra i Phila Denta. Tym samym meczem zakończył swoją wieloletnią pracę kapitan Australijczyków Harry Hopman.
Kilka tygodni potem Osuna zginął w katastrofie lotniczej pod Salinas Victoria w stanie Nuevo León.
W 1979 roku został pośmiertnie przyjęty do międzynarodowej tenisowej galerii sławy.

### Finały w turniejach wielkoszlemowych

#### Gra pojedyncza (1–0)
| Końcowy wynik | Nr | Data | Turniej                                   | Nawierzchnia | Przeciwnik      | Wynik finału  |
| ------------- | -- | ---- | ----------------------------------------- | ------------ | --------------- | ------------- |
| Zwycięzca     | 1. | 1963 | U.S. National Championships, Forest Hills | Trawiasta    | Frank Froehling | 7:5, 6:4, 6:2 |

#### Gra podwójna (3–2)
| Końcowy wynik | Nr | Data | Turniej                                   | Nawierzchnia | Partner         | Przeciwnicy                       | Wynik finału              |
| ------------- | -- | ---- | ----------------------------------------- | ------------ | --------------- | --------------------------------- | ------------------------- |
| Zwycięzca     | 1. | 1960 | Wimbledon, Londyn                         | Trawiasta    | Dennis Ralston  | Mike Davies Bobby Wilson          | 7:5, 6:3, 10:8            |
| Finalista     | 1. | 1961 | U.S. National Championships, Forest Hills | Trawiasta    | Antonio Palafox | Chuck McKinley Dennis Ralston     | 3:6, 4:6, 6:2, 11:13      |
| Zwycięzca     | 2. | 1962 | U.S. National Championships, Forest Hills | Trawiasta    | Antonio Palafox | Chuck McKinley Dennis Ralston     | 6:4, 10:12, 1:6, 9:7, 6:3 |
| Zwycięzca     | 3. | 1963 | Wimbledon, Londyn                         | Trawiasta    | Antonio Palafox | Jean-Claude Barclay Pierre Darmon | 4:6, 6:2, 6:2, 6:2        |
| Finalista     | 2. | 1963 | U.S. National Championships, Forest Hills | Trawiasta    | Antonio Palafox | Chuck McKinley Dennis Ralston     | 7:9, 6:4, 7:5, 3:6, 9:11  |